# Peter Atencio
Peter Atencio (Denver, 15 de marzo de 1983) es un director de cine y televisión estadounidense, reconocido principalmente por haber dirigido el programa de comedia Key & Peele y el largometraje Keanu.

## Carrera
Atencio dirigió todos los episodios del seriado de sketches Key & Peele, protagonizado por Keegan-Michael Key y Jordan Peele y distribuido por la cadena Comedy Central. En 2016 dirigió el largometraje Keanu, protagonizado por Key y Peele y estrenado en los Estados Unidos por Warner Bros. el 29 de abril del mismo año.
En 2017 dirigió el seriado Jean-Claude Van Johnson con la participación de Jean-Claude Van Damme. La serie fue distribuida por Amazon Studios el 15 de diciembre de 2017.
En abril de 2021, se anunció que Atenció dirigiría el filme The Machine, basado en la vida y obra del comediante Bert Kreischer.

## Filmografía

### Cine
- The Rig (2010)
- Keanu (2016)
- The Machine (2023)
- Animal Friends (TBA)

### Televisión
- Key & Peele (2012–2015)
- Comedy Central's All-Star Non-Denominational Christmas Special (2014)
- The Last Man on Earth (2014–2015)
- Jean-Claude Van Johnson (2016–2017)
- Making History (2017)
- Whiskey Cavalier (2019)
- The Twilight Zone (2020)
- The Afterparty (2023)